# جيان لوكاس أوليفيرا
جيان لوكاس أوليفيرا (بالبرتغالية: Jean Lucas de Souza Oliveira‏) (22 يونيو 1998 بريو دي جانيرو في البرازيل - ) هو لاعب كرة قدم برازيلي في مركز الوسط. لعب مع نادي فلامنغو.

## وصلات خارجية
- جيان لوكاس أوليفيرا على موقع الاتحاد الأوربي (الإنجليزية)
- جيان لوكاس أوليفيرا على موقع إي إس بي إن إف سي (الإنجليزية)
- جيان لوكاس أوليفيرا على موقع قاعدة بيانات كرة القدم.إي يو (الإنجليزية)
- جيان لوكاس أوليفيرا على موقع ليكيب (الفرنسية)
- جيان لوكاس أوليفيرا على موقع Soccerbase.com (لاعب) (الإنجليزية)
- جيان لوكاس أوليفيرا على موقع Soccerway.com (الإنجليزية)
- جيان لوكاس أوليفيرا على موقع عالم كرة القدم.نت (الإنجليزية)
- جيان لوكاس أوليفيرا على موقع AS.com (الإسبانية)